# Gunnar Nordström
Gunnar Nordström (Helsinki, 12 de março 1881 — Helsinki, 24 de dezembro 1923) foi um físico teórico finlandês que é melhor lembrado por sua teoria da gravitação, a qual foi uma competidora da relatividade geral.
Uma das chaves para o sucesso de Nordström como cientista foi sua capacidade de aprender a aplicar a geometria diferencial à física, uma nova abordagem que também levaria Albert Einstein à teoria da relatividade geral. Poucos outros cientistas da época no mundo conseguiram fazer uso efetivo dessa nova ferramenta analítica, com a notável exceção de Ernst Lindelöf.

## Contribuições à teoria
Durante seu tempo em Leiden, Nordström resolveu as equações de campo de Einstein fora de um corpo carregado com simetria esférica. A solução também foi encontrada por Hans Reissner, Hermann Weyl e George Barker Jeffery, e hoje é conhecida como métrica de Reissner–Nordström. Nordström manteve contato frequente com muitos dos outros grandes físicos da época, incluindo Niels Bohr e Albert Einstein. Por exemplo, foram as contribuições de Bohr que ajudaram Nordström a contornar a censura russa aos correios alemães para a Finlândia, que na época era um grão-ducado em união pessoal com o Império Russo.
A teoria pela qual Nordström foi indiscutivelmente mais famoso em sua própria vida, sua teoria da gravitação, foi por muito tempo considerada uma concorrente da teoria da relatividade geral de Einstein, publicada em 1915, após a teoria de Nordström. Em 1914, Nordström introduziu uma dimensão espacial adicional à sua teoria, que forneceu acoplamento ao eletromagnetismo. Esta foi a primeira das teorias extradimensionais, que mais tarde veio a ser conhecida como teoria de Kaluza-Klein. Kaluza e Klein, cujos nomes são comumente usados hoje para a teoria, não publicaram seus trabalhos até a década de 1920. Algumas especulações sobre por que a contribuição de Nordström caiu na obscuridade são que sua teoria foi parcialmente publicada em sueco e que Einstein em uma publicação posterior referiu-se apenas a Kaluza. Hoje, dimensões extras e suas teorias são amplamente pesquisadas, debatidas e até mesmo procuradas experimentalmente.
A teoria da gravitação de Nordström foi posteriormente considerada experimentalmente inferior à de Einstein, pois não previu a curvatura da luz observada durante o eclipse solar em 1919. No entanto, Nordström e Einstein estavam em competição amigável ou, de certa forma, até cientistas cooperantes, não rivais. Isso pode ser visto na admiração pública de Nordström pelo trabalho de Einstein, como demonstrado pelas duas ocasiões em que Nordström indicou Einstein para o Prêmio Nobel de Física por sua teoria da relatividade. Einstein nunca recebeu o prêmio Nobel pela teoria, pois a primeira evidência experimental apresentada em 1919 ainda podia ser contestada na época e ainda não havia um consenso ou mesmo entendimento geral na comunidade científica dos complexos modelos matemáticos que Einstein, Nordström e outros se desenvolveram. A teoria escalar de Nordström é hoje usada principalmente como uma ferramenta pedagógica ao aprender a relatividade geral.
Hoje, há conhecimento público limitado das contribuições de Nordström para a ciência, mesmo na Finlândia. No entanto, após sua morte, vários físicos e matemáticos finlandeses dedicaram seu tempo à teoria da relatividade e geometria diferencial, presumivelmente devido ao legado que ele deixou. Por outro lado, o oponente mais notável da relatividade geral no mundo científico finlandês foi Hjalmar Mellin, o reitor anterior da Universidade de Tecnologia de Helsinque, onde Nordström era professor.

## Publicações selecionadas
Durante a carreira de Nordström, ele publicou 34 artigos e trabalhos de pesquisa em idiomas como alemão, holandês, finlandês e sueco, sua língua materna. Nordström é provavelmente a primeira pessoa a escrever sobre a teoria da relatividade nas línguas da Finlândia.
- Die Energiegleichung für das elektromagnetische Feld bewegter Körper, 1908, dissertação de doutorado
- Rum och tid enligt Einstein och Minkowski, 1909, publicado em uma série da Sociedade Finlandesa de Ciências e Letras: Öfversigt af Finska Vetenskaps-Societetens Förhandlingar
- Relativitätsprinzip und Gravitation, 1912, Physikalische Zeitschrift
- Träge und Schwere Masse in der Relativitätsmechanik, 1913, Annalen der Physik
- Über die Möglichkeit, das Elektromagnetische Feld und das Gravitationsfeld zu vereiningen, 1914, Physikalische Zeitschrift
- Zur Elektrizitäts- und Gravitationstheorie, 1914, na série Öfversigt
- Über eine mögliche Grundlage einer Theorie der Materie, 1915, na série Öfversigt
- Een en ander over de energie van het zwaarte krachtsveld volgens de theorie van Einstein, 1918